# Спрінг Тауншип (округ Снайдер, Пенсільванія)
Спрінг Тауншип (англ. Spring Township) — селище (англ. township) в США, в окрузі Снайдер штату Пенсільванія. Населення — 1631 особа (2020).

## Демографія
Згідно з переписом 2010 року, у селищі мешкало 1616 осіб у 615 домогосподарствах у складі 462 родин. Було 720 помешкань
Расовий склад населення:
| - 98,6 % — білих - 0,2 % — чорних або афроамериканців - 0,1 % — азіатів |

До двох чи більше рас належало 0,8 %. Частка іспаномовних становила 0,2 % від усіх жителів.
За віковим діапазоном населення розподілялося таким чином: 23,8 % — особи молодші 18 років, 58,3 % — особи у віці 18—64 років, 17,9 % — особи у віці 65 років та старші. Медіана віку мешканця становила 40,9 року. На 100 осіб жіночої статі у селищі припадало 99,8 чоловіків;  на 100 жінок у віці від 18 років та старших — 97,0 чоловіків також старших 18 років.
Середній дохід на одне домашнє господарство  становив 52 165 доларів США (медіана — 39 313), а середній дохід на одну сім'ю — 58 934 долари (медіана — 46 667). Медіана доходів становила 34 893 долари для чоловіків та 32 566 доларів для жінок. За межею бідності перебувало 14,5 % осіб, у тому числі 22,3 % дітей у віці до 18 років та 5,3 % осіб у віці 65 років та старших.
Цивільне працевлаштоване населення становило 612 осіб. Основні галузі зайнятості: виробництво — 29,6 %, освіта, охорона здоров'я та соціальна допомога — 12,7 %, будівництво — 9,2 %, транспорт — 7,5 %.